# Lecane superaculeata
Lecane superaculeata är en hjuldjursart som beskrevs av Sanoamuang och Segers 1997. Lecane superaculeata ingår i släktet Lecane och familjen Lecanidae. Inga underarter finns listade i Catalogue of Life.